# 王建屏
王建屏（16世紀—17世紀），原名王建極，字藩甫，號畤山，陕西延安府鄜州人，明朝政治人物。同进士出身。

## 生平
萬曆七年（1579年）己卯科陕西乡试第四十五名举人，二十三年（1595年）乙未科會試第一百七十七名，三甲第一百八十名进士，都察院觀政，二十四年四月授湖广蕲水县知县，擢工部主事，三十三年京察以不职降職。后升任户部郎中，四十七年升山西粮储右參政。泰昌元年乞休歸。天启二年京察，处以不謹计。

## 家族
曾祖王鸞。祖王宗尧。父王治，府教授。母劉氏。永感下。娶杨氏。子祚延、祚昌、祚永、祚隆、祚茂、祚京。